# ヴァーニー・カプール
ヴァーニー・カプール（Vaani Kapoor、1988年8月23日 - ）は、インドの女優、モデル。2013年に『Shuddh Desi Romance』で女優デビューし、フィルムフェア賞 新人女優賞を受賞した。2014年には『Aaha Kalyanam』に出演して南インド映画に進出し、演技を高く評価された。

## 生い立ち
父は家具輸出業を営む実業家、母は教師向けのマーケティング管理部門で働いていた。ヴァーニーはデリーのアショーク・ヴィハールにあるマタ・ジャイ・カウル公立学校を卒業後、国立インディラ・ガンディー・オープン大学に進学して観光学の学士号を取得する。その後ジャイプルのオベロイ・ホテルズ&リゾーツでインターンとして働き、ITCホテルに就職した。その後、ヴァーニーはエリート・モデル・マネジメントとモデル契約を結んだ。

## キャリア

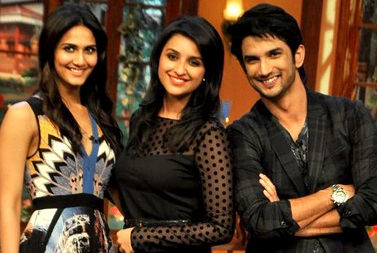
『Shuddh Desi Romance』のプロモーションを行うヴァーニー、パリニーティ、スシャント

ヴァーニーはヤシュ・ラージ・フィルムズとの間に3作品の出演契約を結んだ。彼女は『Shuddh Desi Romance』のオーディションに合格してスシャント・シン・ラージプート、パリニーティ・チョープラーと共演した。映画ではヒロインの一人であるターラ役を演じ、批評家から演技を高く評価された。コイモイのモハール・バスは「彼女は明らかにパワフルな女優ではないが、素晴らしい新人です」と批評しており、ザ・タイムズ・オブ・インディアのマドゥリータ・ムカルジーは「印象的でプリティ、そして良いスクリーンプレゼンスを提供している」と批評している 。同作は4億6000万ルピーの興行収入を記録しており、ヴァーニーは第59回フィルムフェア賞で新人女優賞を受賞した。
2014年に『Band Baaja Baaraat』の公式リメイク作品『Aaha Kalyanam』に出演してナーニと共演し、映画のためにタミル語とテルグ語を学んだ。ヴァーニーはIndiaGlitzから「彼女のキャラクターと完全に調和した台詞と言い回しにより、印象的な演技になっている」と評価されたが、興行成績は平均的な記録に終わっている。2016年に『ベーフィクレー 大胆不敵な二人』に出演してランヴィール・シンと共演した。同作は批評家からは酷評され、興行成績も平均的な記録に終わった。

## フィルモグラフィー
- Shuddh Desi Romance（2013年） - ターラ
- Aaha Kalyanam（2014年） - シュルティ
- ベーフィクレー 大胆不敵な二人（2016年） - シャイラ・ギル
- WAR ウォー!!（2019年）
- Shamshera（2020年）[14]